# 努斯多夫 (特劳恩施泰因县)

努斯多夫在巴伐利亚州特劳恩施泰因县的位置

努斯多夫是德国巴伐利亚州特劳恩施泰因县的一个市镇。总面积16.12平方公里，总人口2436人，其中男性1221人，女性1215人（2011年12月31日），人口密度151人/平方公里。